# Riccardo Cocciante
Riccardo Cocciante (in het Frans; Richard Cocciante) (Saigon, Vietnam, 20 februari 1946) is een Frans-Italiaanse zanger. Zijn vader kwam uit Italië; zijn moeder uit Frankrijk. Op zijn elfde jaar vestigde zijn familie zich in Rome en daar leerde hij Italiaans, terwijl hij tot dan toe altijd Frans had gesproken.
Geïnspireerd door opera's, de grote klassieke werken, en ook door blues en The Beatles wilde hij graag zanger worden. Hij werd dan ook de rauwe stem van de band 'The Nations'. Daarnaast leerde hij zichzelf piano spelen.
In 1972 ging in Italië zijn eerste album 'Mu' (Lemurie) in première. Snel daarna werd dit album ook uitgebracht in het Frans, onder de titel 'Atlanti' (Atlantis). Het volgende Italiaanse album was 'Poesia'. Het succes kwam echter pas een jaar later in Italië en in Spanje met het lied: 'Bella senz'anima' ('Mooi maar zonder ziel'). Dit lied was afkomstig van het album 'Anima', met nummers geselecteerd door filmmuziekcomponist Ennio Morricone.
In 1978 voltooide hij in samenwerking met Vangelis het album: 'Concerto per Magherita'. Dit album werd later ook in het Spaans uitgegeven, als 'Concierto por Margarita'.
In 1983 bracht hij zijn album 'Sincerità' ('Oprechtheid') uit, met gelijknamig nummer waarmee hij internationale faam verkreeg.
In totaal heeft hij zo'n 35 albums uitgegeven. In een latere fase van zijn carrière ging Riccardo zich vooral bezighouden met het componeren van musicals, die hij zelf 'nieuwe popopera's' noemt. Enkele voorbeelden zijn 'Notre Dame de Paris', 'Le petit prince' en 'Giulietta e Romeo', dat in 2007 in première ging in Verona.
Hoewel Cocciante in Italië en Frankrijk een grootheid is, is hij in Nederland en Vlaanderen vrij onbekend. Niettemin zijn de nummers van Cocciante in gecoverde vorm wel bekend: zo heeft Marco Borsato de nummers 'Ik leef niet meer voor jou' (Cervo a primavera), 'Waarom nou jij' (Quando finisce un amore) en 'Margherita' gezongen. André Hazes coverde 'Se stiamo insieme', dat 'Ik leef m'n eigen leven' werd. Danny de Munk maakte van dit nummer 'Ze zei nooit eens ik hou van jou'. 'Voorbij' van Paul de Leeuw is een Nederlandse vertolking van 'Per lei/Pour elle'. Van 'Ancora', geschreven door Cocciante, maar gezongen door Mina, maakte André Hazes 'Nee Nooit Meer'. Ook 'Vergezicht' en 'Een kind van overzee' van Liesbeth List zijn oorspronkelijk van de hand van Riccardo Cocciante. 'Allemaal door jou' van Bart Peeters is een cover van 'Celeste Nostalgia'. Benny Neyman & Bonnie coverden 'Avec simplicité' ('Verder valt het wel mee').

## Discografie

### Albums
| Album met eventuele hitnotering(en) in de Nederlandse Album Top 100 | Datum van verschijnen | Datum van binnenkomst | Hoogste positie | Aantal weken | Opmerkingen   |
| ------------------------------------------------------------------- | --------------------- | --------------------- | --------------- | ------------ | ------------- |
| Mu                                                                  | 1972                  | -                     |                 |              |               |
| Poesia                                                              | 1973                  | -                     |                 |              |               |
| Anima                                                               | 1974                  | -                     |                 |              |               |
| L'alba                                                              | 1975                  | -                     |                 |              |               |
| Concerto per Margherita                                             | 1976                  | -                     |                 |              |               |
| Riccardo Cocciante                                                  | 1978                  | -                     |                 |              |               |
| ...E io canto                                                       | 1979                  | -                     |                 |              |               |
| Cervo a primavera                                                   | 1980                  | -                     |                 |              |               |
| Q Concert                                                           | 1981                  | -                     |                 |              |               |
| Cocciante                                                           | 1982                  | -                     |                 |              |               |
| Sincerità                                                           | 1983                  | 17-03-1984            | 27              | 8            |               |
| Il mare dei papaveri                                                | 1985                  | -                     |                 |              |               |
| Quando si vuole bene                                                | 1986                  | -                     |                 |              |               |
| La grande avventura                                                 | 1988                  | -                     |                 |              |               |
| Viva!                                                               | 1988                  | -                     |                 |              |               |
| Cocciante                                                           | 1991                  | -                     |                 |              |               |
| Eventi e mutamenti                                                  | 1993                  | -                     |                 |              |               |
| Il mio nome è Riccardo                                              | 1994                  | -                     |                 |              |               |
| Un uomo felice                                                      | 1994                  | -                     |                 |              |               |
| L'Amore                                                             | 1995                  | 18-03-1995            | 51              | 11           | Verzamelalbum |
| Innamorato                                                          | 1997                  | 21-06-1997            | 41              | 12           | Verzamelalbum |
| Istantanea                                                          | 1998                  | -                     |                 |              |               |
| Notre-Dame de Paris                                                 | 2001                  | -                     |                 |              |               |
| Notre-dame de Paris live Arena di Verona                            | 2002                  | -                     |                 |              |               |
| Songs                                                               | 2005                  | -                     |                 |              |               |
| Tutti i miei sogni                                                  | 2006                  | -                     |                 |              |               |
| Giulietta & Romeo                                                   | 2007                  | -                     |                 |              |               |

### Singles
| Single met eventuele hitnotering(en) in de Nederlandse Top 40 | Datum van verschijnen | Datum van binnenkomst | Hoogste positie | Aantal weken | Opmerkingen |
| ------------------------------------------------------------- | --------------------- | --------------------- | --------------- | ------------ | ----------- |
| Quand un amour                                                | 1976                  | 12-06-1976            | tip3            | -            |             |
| Sincerità                                                     | 1984                  | 10-03-1984            | 14              | 6            | Alarmschijf |
| Se stiamo insieme                                             | 1991                  | 27-04-1991            | 23              | 5            | Alarmschijf |

### NPO Radio 2 Top 2000
| Nummers met noteringen in de NPO Radio 2 Top 2000 | '99  | '00  | '01  | '02  |
| ------------------------------------------------- | ---- | ---- | ---- | ---- |
| Per lei                                           | 1872 | 1735 | -    | -    |
| Sincerità                                         | 1537 | -    | 1840 | 1993 |

1. ↑  Een '-' betekent dat het nummer niet was genoteerd en een vetgedrukt getal geeft de hoogste notering van een nummer aan.
2. ↑  Deze tabel is bijgewerkt tot en met de laatste editie (2024).

- Biblioteca Nacional de España: XX861912
- Bibliothèque nationale de France: cb138926030 (data)
- Gemeinsame Normdatei: 133979660
- International Standard Name Identifier: 0000 0000 7827 7123
- Library of Congress Control Number: n94050663
- Nationale Bibliotheek van Letland: 000100439
- MusicBrainz: 593bb5a8-a093-431b-b78e-4d6213460980
- Nationale Bibliotheek van Tsjechië: xx0097132
- Nationale Bibliotheek van Israël: 987007402191705171
- Nederlandse Thesaurus van Auteursnamen: 096996943
- Istituto Centrale per il Catalogo Unico: RAVV027435
- Système universitaire de documentation: 060994770
- Virtual International Authority File: 90611971
- WorldCat: E39PBJrcq3DQBcG939YvGCfXh3